# تاماس ناغي
تاماس ناغي (بالمجرية: Nagy Tamás)‏ (18 يناير 1988 في المجر - ) هو لاعب كرة قدم مجري في مركز الدفاع. لعب مع نادي ديوسجوري ونادي مول فيدي وPápai FC ‏ وKazincbarcikai SC ‏ وBőcs KSC ‏.

## وصلات خارجية
- تاماس ناغي على موقع قاعدة بيانات كرة القدم.إي يو (الإنجليزية)
- تاماس ناغي على موقع Soccerway.com (الإنجليزية)